# Пасош Швајцарске
Пасош Швајцарске је јавна путна исправа која се швајцарском држављанину издаје за путовање и боравак у иностранству, као и за повратак у земљу. За време боравка у иностранству, путна исправа служи њеном имаоцу за доказивање идентитета и као доказ о држављанству Швајцарске. 
Швајцарска је потписница Шенгена, па њени грађани могу да се несметано крећу по територији чланица само са важећом личном картом.

## Језици
Пасош је исписан енглеским, француским, немачким, италијанским и ретороманским језиком.

### Страница са идентификационим подацима
- Слика носиоца пасоша
- Тип ( - пасош са биометријским чипом, PM - са биометријским чипом, PD - привремени пасош, PB - дипломатски пасош)
- Код државе — CHE
- Серијски број пасоша
- Презиме и име носиоца пасоша
- Држављанство
- Датум рођења (ДД. ММ. ГГГГ)
- Пол (M за мушкарце или F за жене)
- Место рођења
- Датум издавања (ДД. ММ. ГГГГ)
- Потпис носиоца пасоша
- Датум истека (ДД. ММ. ГГГГ)
- Орган издавања